# S. H. Foulkes

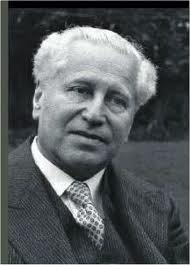
S. H. Foulkes

S. H. Foulkes (ursprünglich Siegmund Heinrich Fuchs; * 3. September 1898 in Karlsruhe; † 8. Juli 1976 in London) war ein deutsch-britischer Psychiater und Psychoanalytiker, der 1933 wegen seiner jüdischen Herkunft nach Großbritannien emigrieren musste. 1938 nahm er die britische Staatsbürgerschaft und den im Englischen ähnlich klingenden Namen Foulkes an.

## Leben
Foulkes studierte Medizin an den Universitäten in Heidelberg, München und Frankfurt am Main. Er absolvierte eine psychiatrische Ausbildung bei Otto Pötzl in Wien und eine neurologische bei Kurt Goldstein, dessen Assistent er für zwei Jahre wurde. So lernte er die Gestaltpsychologie kennen, was sich für seine späteren gruppentherapeutischen Ansätze als sehr bedeutsam erweisen sollte. Durch sein Interesse an psychologischen Problemen kam er mit den Werken von Sigmund Freud in Kontakt und zog schließlich nach Wien, wo er sich einer Lehranalyse bei Helene Deutsch unterzog. Sein Kontrollanalytiker war Hermann Nunberg. In Wien nahm er im Rahmen seiner psychoanalytischen Ausbildung auch an dem von Wilhelm Reich geleiteten Technischen Seminar teil. 1930 schloss er sich dem psychoanalytischen Institut in Frankfurt am Main an. Später wurde er für kurze Zeit Leiter des Ambulatoriums des Frankfurter Psychoanalytischen Instituts, das im selben Gebäude untergebracht war wie das später berühmt gewordene Institut für Sozialforschung. Hier kam er in Kontakt mit Max Horkheimer, Theodor W. Adorno, Erich Fromm und Herbert Marcuse. Außerdem war er eng befreundet mit dem Soziologen Norbert Elias. Die Zusammenarbeit mit ihm hatte auf seine später entwickelten therapeutischen Konzepte ebenfalls großen Einfluss. Von ihm übernahm er unter anderem den Grundgedanken der primären Sozialität des Individuums, seiner existentiellen Gruppenbezogenheit und Einbettung in eine transpersonale, kulturelle Matrix. Für kurze Zeit war er Leiter des Ambulatoriums des psychoanalytischen Instituts in Frankfurt. 
1933 emigrierte er auf Einladung von Ernest Jones über Genf und Paris nach London und ließ sich als Psychoanalytiker in Exeter nieder. 1938 nahm er die britische Staatsangehörigkeit und den Namen Foulkes an. Kurz vor Kriegsausbruch konnte er seiner Cousine Irene Fuchs bei der Visumsbeschaffung helfen. Im Herbst 1940 erhielt er seine Einberufung ins Militär. Im selben Herbst hatte er die Idee, seine Patienten im Wartezimmer zu versammeln und frei assoziieren zu lassen. Er wusste im Anschluss daran, dass er etwas Neues gefunden hatte. „Heute war ein historischer Augenblick in der Psychiatrie, aber niemand weiß davon“.

„Als Wehrmachtspsychiater führte er ab 1942 in Northfileld, dem damaligen Zentrum für die Ausbildung von Militärpsychiatern, in großem Umfang Gruppenarbeit auf psychoanalytischer Basis ein. Dort entwickelte er auch die Idee des Krankenhauses als therapeutischer Gemeinschaft. Karl Menninger, der ihn während dieser Zeit besuchte, hat später in den USA diesen Gedanken in die Tat umgesetzt und zu einer weiten Verbreitung verholfen.“

## Gruppenanalyse
Im Rahmen seiner Tätigkeit als Major des Royal Army Medical Corps am Militärhospital von Northfield entwickelte er – beeinflusst von Trigant Burrow – seine spezielle Methode der psychoanalytischen Gruppenpsychotherapie, die Gruppenanalyse. In seinem Ansatz der Gruppenanalyse verband Foulkes psychoanalytische Modelle und soziologische Konzepte menschlicher Gruppen. Er bildete zahllose Psychiater zu Gruppentherapeuten aus und beeinflusste, auch über eine große Zahl von Publikationen, die gruppentherapeutischen Entwicklungen seiner Zeit. Die Gruppenanalyse ist der erste breite und systematische Ansatz einer psychoanalytisch fundierten Gruppentherapie. 1952 gründete er in London die Group Analytic Society (GAS) und 1971 das Institute of Group Analysis (IGA) ebenfalls in London, das erste offizielle gruppenanalytische Ausbildungsinstitut. Grundgedanke von Foulkes Verständnis psychoanalytischer Gruppentherapie ist, dass die Gruppe und nicht der Gruppentherapeut die heilende und korrigierende Agens darstellt. Der Gruppenanalytiker hat in erster Linie die Aufgabe die Störungen des Gruppenprozesses zu beseitigen, das heißt die Gruppe in ihrer Arbeitsfähigkeit zu unterstützen. Im Gegensatz zur klassischen Psychoanalyse betont Foulkes in seinem Verständnis krankhafter psychischer Entwicklungen weniger den Einzelnen und seine ihm mitgegebenen, auch biologisch geprägten Verhaltensbereitschaften, sondern vielmehr den gesamten sozialen Kontext, in seiner Sprache „Matrix“ genannt. Der Einzelne ist Teil seiner familiären Matrix, seines direkten sozialen Umfeldes als einer weiteren Matrix, ebenso seiner Arbeitswelt und seiner kulturellen Matrix. Foulkes versteht jede individuelle seelische Erkrankung als Ausdruck eines gestörten Kräftespiels aller dieser ineinander verschachtelten unterschiedlichen sozialen Matrizen. Genau aus diesem Grund sieht er die Gruppe – als eine Art sozialer Mikrokosmos – als das wirksamste und angemessenste Instrument der Heilung und des seelischen Wachstums.
Foulkes erlitt während einer gruppenanalytischen Sitzung im Alter von 77 Jahren einen tödlichen Herzinfarkt. Bis zu diesem Zeitpunkt hatte er seine Denk- und Arbeitsweise in vier Büchern und mehr als 50 Aufsätzen publiziert.

## Schriften
- Zur Statistik der Tuberkulose im Kindesalter. 1924. Zugleich: Dissertation, Universität, Frankfurt am Main 1923.
- Introduction to group-analytic psychotherapy. Studies in the social integration of individuals and groups. Heinemann, London 1948.
- mit Elwyn J. Anthony: Group psychotherapy. The psycho-analytic approach. Penguin, Harmondsworth u. a. 1957.
- Therapeutic group analysis. George Allen & Unwin, London 1964.
  - deutsch: Gruppenanalytische Psychotherapie. Der Begründer der Gruppentherapie über die Entwicklungsstationen seiner Methode in Theorie und Praxis. Kindler, München 1974, ISBN 3-463-18130-4.
- als Herausgeber mit G. Stewart Prince: Psychiatry in a changing society. Tavistock, London u. a. 1969, ISBN 0-422-71930-7.
- Group-analytic psychotherapy. Method and principles. Gordon and Breach, London 1975, ISBN 0-677-05120-4.
  - deutsch: Praxis der gruppenanalytischen Psychotherapie (= Psychologie und Person. 22). E. Reinhardt, München u. a. 1978, ISBN 3-497-00861-3.
- Dynamische Prozesse in der gruppenanalytischen Situation. In: Gruppenpsychotherapie und Gruppendynamik. Band 4, 1970, S. 70–81.
- Selected Papers. Psychoanalysis and group analysis. Karnac Books, London 1990, ISBN 0-946439-56-7.